# Полівка снігова
Полівка снігова або снігурка альпійська (Chionomys syriacus, syn. Chionomys nivalis) — один із чотирьох представників роду Chionomys.

## Опис
Відносно великий гризун, забарвлений в сірий колір з буруватим відтінком. Довжина тіла — 120—160 мм, лапи — 19–23 мм. Хвіст довгий (55–70 мм), становить близько 45 % довжини тіла. Вуха довгі, 16–19 мм. Вібриси довгі, близько 30–50 мм.

## Поширення
Поширений від південно-західної Європи через південно-східну Європу на Кавказ, Туреччину, Ізраїль, Ліван, Сирію та Іран. У Європі цей вид обмежується тільки гірськими й скелястими територіями, як правило, від 1000 до 4700 м над рівнем моря. Ареал в Україні фрагментований на кілька ділянок на Чорногорі та Ґорґанах (можливо, також Свидовці й Мармарошах).

## Поведінка
Це травоїдні гризуни, які живляться зеленими частинами трав'янистих рослин, чагарників, і ягодами. Ведуть норовий спосіб життя і мають цілорічну сутінково-нічну активність. Статева зрілість настає на другий рік життя. Плодить 1–2 рази на рік, по 3–5 малят.